# 西藏往事
西藏往事（英語：Once Upon a Time in Tibet）是2010年10月16日在中国大陆上映的爱情片。

## 剧情
该片根据西藏作家扎西达娃的小说《香巴拉的猫》改编而成。
该片讲述了中国抗日战争期间，美军飛行员罗伯特和西藏女子雍措之间的“跨国恋”爱情故事。

## 演员
| 演员        | 角色       | 备注                                                                                 |
| 宋佳        | 雍措       | 一个善良淳朴的藏族女子，因为其被部族认为是魔鬼的化身而被认为是被诅咒的女人，单身母亲 |
| 乔什·汉纳姆 | 罗伯特     | 美国飞行员，在英属印度执行任务时不幸坠机到西藏                                       |
| 何润东      | 江措       | 藏族青年农奴，爱慕央金                                                               |
| 朱子岩      | 央金       | 一个藏族牧民的女儿，爱慕江措                                                         |
| 包小柏      | 孙长官     | 中华民国驻藏专员                                                                     |
| 三木科      | 头人的儿子 | 西藏部落首领头人的儿子                                                               |

## 曲目
- 《祈福》，演唱：谭维维；琼雪卓玛
- 《那一世》，演唱：朱子岩

## 幕后
该片拍摄于4800米之上的西藏高原，拍摄得非常艰苦，显示了各班人马的敬业精神。导演戴玮说：“我们从09年9月开始拍摄这部电影，在海拔5000多米的高原上经常一个镜头就拍好几个小时，期间很多工作人员都是带病工作，到今天能够上映，是我们很多人付出努力的结果。”
因为该片在西藏拍摄，何润东自曝曾为了显示肮脏而不洗澡，“藏区的水非常珍贵，我们洗澡的热水只有很少很少，所以后来我干脆不洗了，那种自然脏的感觉更符合角色。反正最好让大家认不出来自己，这样我的角色就算塑造成功了。”
女主角扮演者宋佳为了演好角色，还跟藏族学会了怎么放羊。
演员朱子岩为了学藏语，晒黑了自己，并且说：“那里有最干净的天空，还有最纯洁的心灵，我终于能够体会戴玮导演一定要拍西藏电影的心情。”

## 评价
影评人战台烽：“《西藏往事》是戴玮继《冈拉梅朵》后的全新突破，导演凭借对西藏的了解和熟悉，完美描绘出了藏区美丽的湖泊和山川，而且对藏民族风土人情的表现也很真实，细节上高度还原历史。”
影评人芳菲“在当今国内影坛这种自然清新的风格并不多见，并把影片形容为是一曲爱情、生命与自由的挽歌。”

## 提名奖项
第18届北京大学生电影节
| 年份   | 项目                     | 参赛作品     | 得奖记录 |
| ------ | ------------------------ | ------------ | -------- |
| 2011年 | 最佳故事片               | 《西藏往事》 | 提名     |
| 2011年 | 最佳导演                 | 《西藏往事》 | 提名     |
| 2011年 | 最佳男女演员             | 《西藏往事》 | 提名     |
| 2011年 | 最受大学生欢迎的导演     | 《西藏往事》 | 提名     |
| 2011年 | 最受大学生欢迎的男女演员 | 《西藏往事》 | 提名     |

第20届金鸡百花电影节
- 参加“民族电影展”